# Dálnice M70 (Maďarsko)
Dálnice M70 v Maďarsku tvoří větev dálnice M7, vedoucí na západě země (župa Zala).
Dálnice je dlouhá celkem 20 km, spojuje slovinskou dálnici A5 přes hraniční přechod u obce Tornyiszentmiklós na hranici se Slovinskem s dálnicí M7. Na tu se napojuje v blízkosti chorvatské hranice u města Letenye. Celá byla zprovozněna v roce 2004; hraniční přechod se Slovinskem pak o dva roky později.